# El Amra (Algérie)
Pour les articles homonymes, voir El Amra.
 (octobre 2011).
Si vous disposez d'ouvrages ou d'articles de référence ou si vous connaissez des sites web de qualité traitant du thème abordé ici, merci de compléter l'article en donnant les références utiles à sa vérifiabilité et en les liant à la section « Notes et références ».
El Amra, en arabe : العامرة (la pleine, l'opulente);(« fleuron de l’agriculture »), Kherba (« ruine ») jusqu'à l'arrêté du 2 janvier 1976, est une commune de la wilaya de Aïn Defla en Algérie, située à environ 15 km au nord-ouest d'Aïn Defla.

## Géographie

### Situation
Le territoire de la commune d'El Amra se situe au nord-ouest de la wilaya d'Aïn Defla.
| Aïn Bouyahia | Messelmoun (Wilaya de Tipaza) | Mekhatria |
| Aïn Bouyahia | El Amra                       | Mekhatria |
| Aïn Bouyahia | Rouina                        | Aïn Defla |

### Relief et hydrographie
El Amra est une région de plaine au sud mais de montagne et de foret au nord[style à revoir] avec le Djebel Tsili (798 m) et le Djebel Mechta Anneb (1 118 m) qui font partie du massif central du Dahra et de la foret domanial de Oued El Khemis.
Elle se situe entre l'oued El Arch à l'est et une frontiere[Laquelle ?] qui suit l'Oued Boutaga a l'ouest de Oued El Khemis à l'ouest. Au Sud, le Chelif la délimite et l'arrose[Quoi ?].

### Localités de la commune
La commune d'El Amra est composée de dix localités ou plutôt fractions(en arabe :Ferkat) :
- Beni Boukhlef
- Derabla
- El Anneb
- El Amra Centre
- Louroud
- Ouled Ali Anneb
- Ouled Ali Hamrani
- El Megharssa (Ouest)
- Rehahla
- Zeyadir

## Histoire
::C’était[Quand ?] le domaine des Mazices (Mazices regionis montensis), peuplades de la région[Laquelle ?] et qui jouèrent un rôle dans la constitution des royaumes berbères pré-romains[Quoi ?][réf. nécessaire].
Les Romains la colonisent dès le Ier siècle ap. J.-C[réf. nécessaire]. Il existe de nombreux vestiges[Lesquels ?] de cette époque. Le plus important, à un kilomètre et demi à l'est de la ville, est celui du fortin Gargra qui est peut-être un fundus.
Son toponyme romain est inconnu. Par méprise on lui a improprement attribué celui de 'Tigava' et  Tiganda  qui sont deux sites jumeaux à droite et gauche du cheliff, à l'ouest de l'actuelle ville des Attafs.
Elle est un centre fervent de la chrétienté[évasif] d’après une inscription latine dédiée à Saint Pierre et Saint Paul et qu'on peut consulter au Corpus Inscriptionum Latinarum[réf. nécessaire].
Lors de leur progression en Afrique du Nord entre 429 et 439, les Vandales la saccagerent[réf. nécessaire].
Les arabes et l'Islam sunnite [Lesquels ?] n'ont eu vraiment l'occasion de s'y installer que tardivement, longtemps après le relèvement[Quoi ?] et le peuplement de Miliana, El Khadra (Ain-Defla), Souk-Brahim (El Attaf).
Elle n'est vraiment acquise à l'Islam qu'à partir du XVIe siècle, après l'arrivée de Sidi Ahmed Ben Youssef et de la famille maraboutique des Nedjadjras (de Sidi Moussa Ben Nedjar) qui s'installe dans les monts au nord d'El-Amra.
Elle fait partie du domaine de la confédération des Braz, un métissage de tribus arabo-berbères[Quoi ?].
Les principales tribus de cette région sont les Beni Boukni, les beni mhoussen les Beni Sliman, les Harrar du Cheliff, les Beni Ghomrian, les Braz Kbailes, les Ouled Ali, les Beni Nasseur et même les Larbaa et les Beni Frah loin au nord. Les Ouled Ben Abdeslam et les Touamas (Ouled Toumi) que les Turcs avaient consacrés, se disputent la suprématie sur ces tribus. Les Français, qui pénètrent dans la région en 1842, les confortent dans leur position[précision nécessaire].
En 1866, elle est touchée par l'exécution du Sénatus-consulte[précision nécessaire].
En 1867, elle est visée par la colonisation agricole, ce qui a pour conséquence l'attribution de plus de 400 hectares à la Société générale algérienne, une entreprise agricole coloniale.
En 1881, le un centre européen dénommé Kherba, du nom des vestiges existants sur les lieux, est créé et peuplé par les premiers colons français.
En 1886, la passerelle métallique sur l'oued Cheliff est construite. Elle existe encore aujourd'hui (2023), bien que désaffectée. 
En 1887, la station de Chemin de fer de Kherba est ouverte à l'exploitation.
Le 1er janvier 1890, le centre de Kherba, commune mixte des Braz, est érigé en commune de plein exercice.
Texte du décret publié au Mobacher du 10 juillet 1889):
-26 juin 1889. Décret portant création de la commune de plein exercice de Kherba (département d'Alger, arrondissement de Miliana).
« Art. 1er.- Le centre de population européenne de Kherba, les fractions de Drabla et de Rahalla (douar de Boukni), de Megharsa et d'El-Harrar (douar d'Et-Harrar), ainsi que les parcelles et fraction d'Ahel-Guebli (tribu de Beni-Sliman), T. C., fraction de Beni-Naceur, et de fraction d'Ouled-Ali (tribu d'El-Aneb) et la parcelle T., fraction de Beni-Kabane (douar de Ghomerian), seront distraits à partir du 1er janvier 1890, de la commune mixte des Braz (territoire civil d'Alger), pour former dans l'arrondissement de Miliana (département d'Alger), une commune de plein exercice distincte, dont le chef-lieu est fixé à Kherba et qui en portera le nom. »
Son premier maire fut Abel BÉNÉ (fils d'Antoine) de  Janvier 1890 au 15 Mai 1892, puis ce fut Jean Bourgpoin du 17 Mai au Fevrier
1893, puis Jean Charpillet (l'adjoint du maire) de Fevrier 1893 à Avril 1893, puis Jean Guillemin (Le père du maire d'Alger) de Avril à Aout 1893, puis Guillaume Justinien BES (né en 1829) de Aout 1893 au Avril 1895, puis de Henri Vagnon de Mai 1895 au 15 Mai 1896, puis ce fut le mandat de Louis SAUNIER (né en 1835) mais révoqué en janvier 1897 et remplacé par  Frederic Reunier(conseilller) jusqu'au 15 mai 1897 , puis de Jean BOURGOIN de 20 Mai 1897 au 31 Decembre 1900, puis de  Jean François CHARPILLET de  janvier 1901 au 31 decembre 1904 puis jusqu'à son décès en 1912,  d'Eugène CHAILLET en 1912, d'Albert VIGNON , d'Eugène ANDRE, de Louis VAGNON en 1921 , de COUDERC en 1922,de Louis VAGNON, d'Eugène BES, et enfin de Marcel CANILLAC jusqu'à l'independance
Kherba, est durement touchée, comme toute la plaine du Chelif , par la famine de de 1867 et de 1893.
Le 7 novembre 1934, Kherba est touchée par le séisme de Carnot (El Abadia) qui provoque des dégâts considérables sans faire de victimes humaines, au contraire de l'épidémie de typhus de 1942.
Après l’indépendance, en 1963, lors de la réorganisation territoriale des communes, Kherba, qui fait partie du département d'Orléansville et de l'arrondissement de Duperré, se voit rattachée à Mekhatria (fraction Teghaniout non comprise).
Par délibération de l'assemblée populaire communale en date du 23 juillet 1975, et à l'occasion de l'inauguration du village socialiste agricole (VSA), ou plus communément El Qaria, Kherba changea officiellement de nom pour devenir El-Amra.
En 1984, lors de la nouvelle réorganisation territoriale des communes, Aïn Defla devient wilaya. El Amra en fait partie mais perd Mekhatria qui accède au statut de commune.

## Administration
El Amra est chef-lieu de commune et de daïra.

## Économie
La commune d'El Amra est à vocation agricole avant tout. Elle est caractérisée par ses larges champs de diverses cultures telles que pomme de terre (la principale culture), poivron, oignon...

## Marché hebdomadaire
le marché a lieu le jeudi matin